# 許嵩
許嵩 （シュー・ソン、VAE、1986年- ）は中国の歌手、作曲家、作詞家。インターネットで注目を浴び、中華圏で人気を博している人物である。

## 来歴

### 大学時代（2006-2008年）
2006年、許嵩は安徽医科大学の管理学部に進学した。学業の合間に、個人ウェブサイトを作成し、そこで自身の作品を公開した。

### インディーズ時代（2009-2011年）
大学を卒業した後、2009年に『カスタマイズ』をリリース。

### メジャーデビュー（2011年-）
2011年4月、海蝶音樂から『蘇格拉没有底』をリリースし、メジャーソロデビューを果たした。『千百度』の歌詞は国語の教材に採用され、掲載されたほどであった。

## 音楽作品

### アルバム
- 自定义（カスタマイズ） - インディーズ、2009年1月10日
- 寻雾启示（霧を尋ねる啓示） - インディーズ、2010年1月6日
- 苏格拉没有底（ソクラ無テ） - 海蝶音樂、2011年4月1日
- 梦游计（夢遊の計） - 海蝶音樂、2012年7月11日
- 不如吃茶去（茶を飲むほうがいい） - 海蝶音樂、2014年8月26日
- 青年晚报（青年夕刊） - 海蝶音樂、2016年6月28日
- 寻宝游戏（宝を尋ねるゲーム） - 海蝶音樂、2018年7月12日
- 呼吸之野（呼吸の野） - 海蝶音樂、2021年5月14日

## 写真集
- 『海の霊光』（海上灵光） - 2013年8月1日